# Hylaeus scutellaris
Hylaeus scutellaris är en biart som beskrevs av Morawitz 1873. Hylaeus scutellaris ingår i släktet citronbin, och familjen korttungebin. Inga underarter finns listade i Catalogue of Life.